# Нусрет Идризовић
Нусрет Идризовић (Бијело Поље, 24. април 1930 — Загреб, 14. март 2007) био  је југословенски и хрватски писац и новинар.

## Биографија
Нусрет Идризовић рођен је у Бијелом Пољу (Црна Гора) 1930. године. Матурирао је у Загребу 1950, а затим студирао славистику на Филозофском факултету у Сарајеву и Филозофском факултету у Загребу.
Радио је као наставник, коректор у предузећу Народна просвјета и управник Меморијалног музеја „Васо Мискин Црни” у Сарајеву. Касније ради у уредништвима сарајевског књижевног часописа Живот и загребачког часописа Република, а од 1962. до 1990. радио је као новинар, драматург и уредник на Радио Загребу.
Умро је у Загребу 2007. године.

## Књижевни рад
Нусрет Идризовић почео је да објављује 1952. године у Студентском листу (Загреб). Касније сарађује са многим југословенским часописима и новинама: Кругови (Загреб), Сусрети (Цетиње), Живот (Сарајево), Ослобођење (Сарајево), Стварање (Титоград), Република (Загреб), Телеграм (Загреб), Вјесник (Загреб), Коло, Форум (ЈАЗУ), Мост (Мостар).
У југословенској књижевности појавио се збирком песама Тишине се одрећи не могу (1955), али је постао актуелан својим прозним делима. Написао је неколико романа, као и радио-драме, и драматизовао више од 100 романа за емисију Радио Роман. Писао је и књижевне критике.
Пажњу читалачке публике привукао је романом Икона без Бога (1970). Посебну вредност има Идризовићев Богумилски циклус у три књиге: Коло босанске школе смрти (1984), Коло тајних знакова (1987) и Коло светог броја (1989) о босанскохерцеговачком, односно хумском) средњем веку, оличеном у стећцима као јединим сведоцима духовних и уметничких тежњи богумилске културе.

### Објављена дела (избор)
- Тишине се одрећи не могу (збирка песама, 1955)
- Смрт није крај (1960)
- Мрав и аждаја (1961)
- Боркина љубав (1965)
- И дан... и ноћ (1966)
- Дивин (1967)
- Икона без Бога (1970)
- трилогија Богумилски циклус:[4]
  - Коло босанске школе смрти (1984)
  - Коло тајних знакова (1987)
  - Точак светог броја (1990)
- Тешке судбине: Силовање Азре (1996)
- Двоструко двориште (2000)[1]

## Награде
За роман Коло тајних знакова 1987. године добио је Награду Владимир Назор.